# Funktionalism (filosofi)
Funktionalism inom filosofin är en teori som betraktar psykiska fenomen som funktioner eller åtgärdande processer. Enligt teorin sker alla ageranden kausalt och det tas ingen hänsyn till om utförandet var medvetet eller icke-medvetet. Det själsliga livet betraktas som ett beteende och det mänskliga själslivet kan följaktligen jämställas med de bakomliggande algoritmerna i datorer, förutsatt att datorerna klarar Turingtestet. Utifrån denna definition kan det själsliga livet manifesteras på många olika vis, men ändå genomföra samma funktion. Det kan därmed anta olika former hos djur, datorer och teoretiska utomjordingar.
En central tankegång inom funktionalismen är "multiple realizability" (mångfaldigt förverkligande), vilket innebär att samma funktion kan ta olika uttryck. Trots olika uppbyggnad kan funktioner likväl uppfyllas hos olika organismer eller system. Flertalet funktionalister hävdar att ageranden kan ha en fysiologisk (som i ett nervsystem) eller materiell grund (som i en dator).

## Utveckling
Funktionalismen utvecklades under andra halvan av 1900-talet och har nära kopplingar till behaviorismen, då de båda förespråkar hur beteenden kan kopplas till yttre stimuli. Den första formuleringen av den funktionalistiska teorin togs fram av Hilary Putnam på 1960-talet. Två decennier senare motsatte sig Putnam sin egen teori. Detta berodde på att teorin mött motstånd inom externalismen såväl som holismen. Trots detta fortlevde funktionalismen. Teorin har varit en central föregångare till den kognitiva vetenskapen och är än idag inflytelserik inom medvetandefilosofin.